# Centena di Blackheath
La Centena di Blackheath fu una millenaria ripartizione territoriale della contea inglese del Kent oggi inglobata nella capitale britannica.

## Storia
La centena era una ripartizione del territorio operata dal conte ai fini della riscossione fiscale e militare. La centena di Blackheath si formò ancor prima della definitiva instaurazione del Regno d'Inghilterra nel 1066, e occupava l’area a sud-est della capitale. La sua superficie era di 17.000 acri, circa 70 chilometri quadrati, ed era a sua volta ripartita in numerose parrocchie della diocesi di Rochester, che in tempi più moderni risultarono essere:
- Charlton
- Chislehurst
- Deptford, divisa nelle due parrocchie di San Nicola e San Paolo
- Eltham
- Greenwich
- Kidbrooke
- Lee
- Lewisham
- Mottingham
- Woolwich.

La rivoluzione industriale con la conseguente espansione urbana della capitale travolse questo istituto medievale. L’area fu dapprima quasi totalmente inclusa nella giurisdizione di Scotland Yard, e poi dal 1855 in quella del Metropolitan Board of Works che creò alcuni nuovi distretti come forme di autogoverno locale: quello di Greenwich racchiuse tre parrocchie, quello di Plumstead se ne prese quattro da questa centena, mentre Lewisham prese altri due villaggi. Nel frattempo la popolazione era impennata, superando i duecentomila abitanti. Con la creazione della Contea di Londra, questo arcaismo scomparve. Oggi l’area corrisponde quasi perfettamente a due borghi londinesi: Lewisham e Greenwich.